# Кролик (картина)
«Кролик» — картина художника-импрессиониста Эдуарда Мане, написанная в 1881 году; ныне находится в коллекции Национального музея Уэльса в Кардиффе. Работа представляет собой специфический натюрморт в виде мёртвого кролика или же зайца (работе часто приписывают название «Заяц»), повешенного на крючок за закрытым окном. 

## История

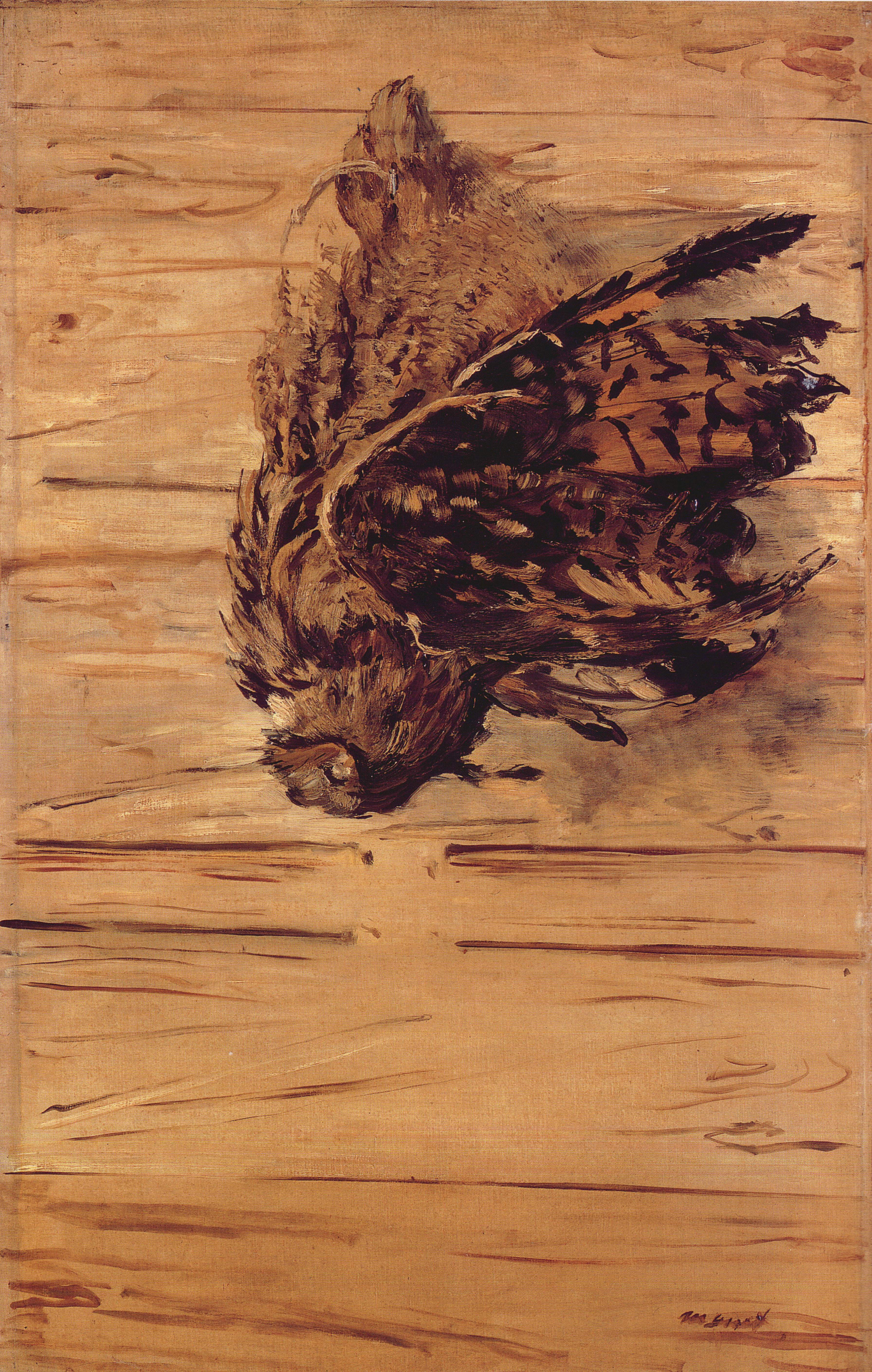
«Филин», 1881

Картина «Кролик» задумывалась как одна из четырёх декоративных панелей; Мане нарисовал её сразу же после получения заказа на серию панелей для украшения Зала заседаний Отель-де-Виля в Париже. Но, несмотря на это, ни одна из картин в Зал заседаний так и не попала. Завершённый в 1881 году, когда здоровье Мане резко ухудшилось, «Кролик» рисовался во время летнего отдыха художника на вилле в Версале. Картина, составлявшая вместе с «Филином» центральную пару четырёх панелей, была частью нового цикла декоративных работ, к которому Мане приступил во время своего пребывания в Версале. Другая же панель — «Филин», продолжающая тему охотничьих трофеев, начатую в «Кролике», в 2012 стала частью Собрания фонда Эмиля Бюрле в Цюрихе. Боковые панели иллюстрирует следующее: на одной написана виноградная лоза, оплетающая сетку; на другой же — уголок сада. Они же, две другие картины, были сгруппированы с иными схожими полотнами из мастерской Мане после его смерти — с зарисовками вазы с цветами и лейки. Однако возможно, что они и относились к циклу этих работ, не имея никакого отношения к циклу охотничьих трофеев — «Кролику» и «Филину».
Вначале Мане попытался принять участие с «Кроликом» в Парижском салоне 1882 года, но картину не приняли. После смерти Мане полотно было продано совместно с другими работниками художника из его мастерской коллекционеру-маршану Полю Дюран-Рюэлю. Позже «Кролик» перешёл в собственность парижского художественного торгового дома Бернхайм-Жён. В 1917 картина была приобретена валлийским филантропом Гвендолиной Дэвис, которая спустя год выставила её в Художественной галерее королевы Виктории в Бате. После своей смерти Гвендолина завещала свою коллекцию картин художников-импрессионистов Национальному музею Уэльса в Кардиффе — среди картин был и «Кролик» Мане, который там до сих пор хранится.

## Описание

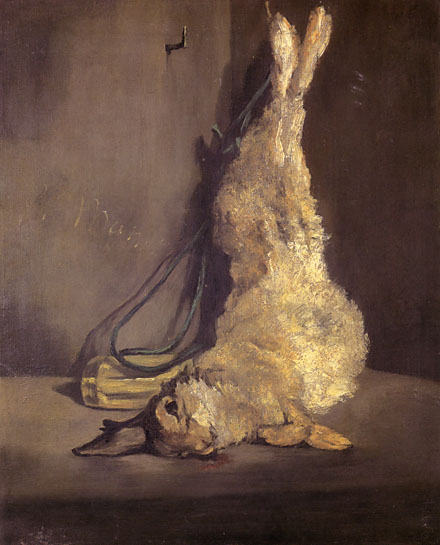
«Кролик», 1866

Картина нарисована в смелой и свободной манере, и, как и все картины импрессионистов, её желательно рассматривать на расстоянии. Она сильно отличается от ранней (1866) работы Мане, также названной «Кроликом», которая была написана в традициях французского натюрморта. «Кролик» 1866 года, близкий по манере работам Шардена, гораздо более традиционный и детализированный, в отличие от картины 1881 года, которая своей небрежностью близка к импрессионизму. Её быстрые и широкие мазки изображают самые разные текстуры: от меха мёртвого животного до занавесок и плюща, обрамляющих кролика.